# Gastronomía del estado Mérida

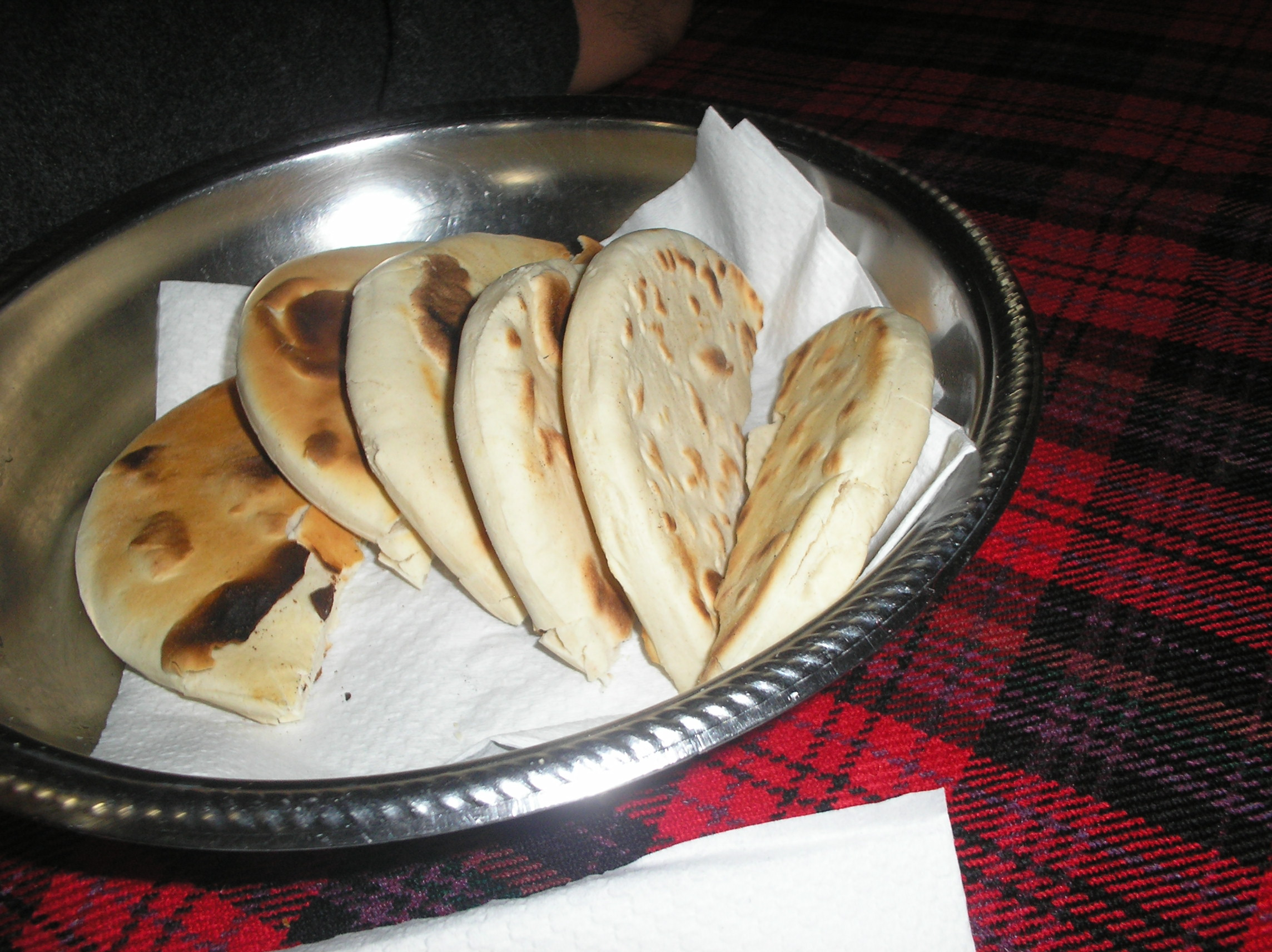
Arepas de trigo.

La gastronomía del estado Mérida de Venezuela se destaca dentro de la gastronomía de Venezuela por la diferencia de materiales en la preparación de los platos típicos.

## Platos

### Arepas andinas
La arepa tradicional de Venezuela es de harina de maíz precocida, pero en la zona andina (Mérida) se encuentra la arepa andina que es preparada a base de harina de trigo leudante o todo uso (a esta última se le agrega un poco de bicarbonato o levadura) agua y huevo con su respectivo toque de sal. Tradicionalmente se asaba en planchas de arcilla o barro pero en la actualidad en planchas de hierro.

### Otros platos y exquisiteces

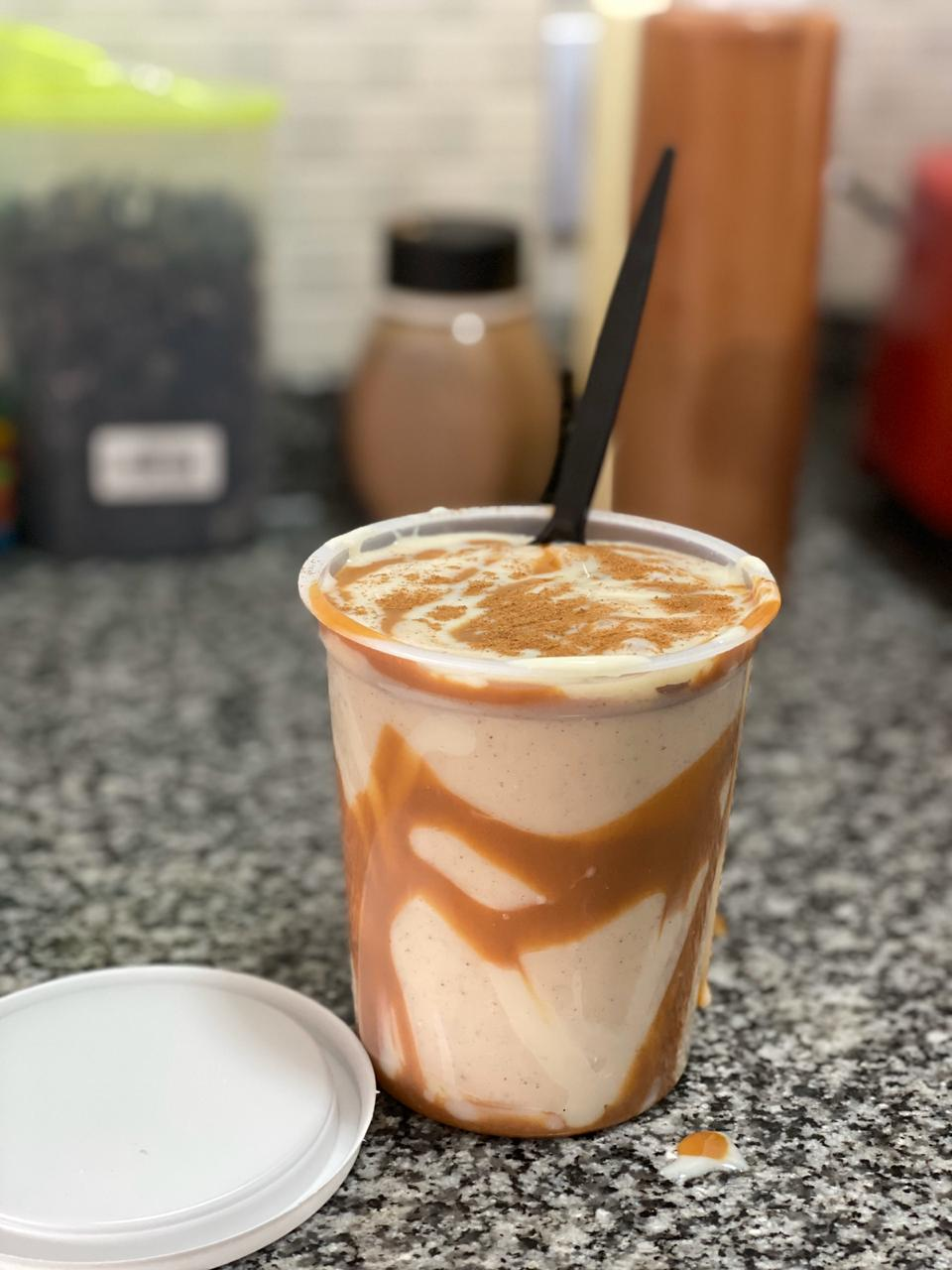
Chicha.

Existen otros platos merideños, entre ellos las variables maneras de preparar las truchas, el famoso queso ahumado, postres como los dulces abrillantados, sopas como el Mute o mondongo, otros dulces son; El Alfondoque, los higos cubiertos. Así como ponches y bebidas características de Mérida como la Mistela, Chicha andina, Calentaíto, el chorote, el aguamiel, el guarapo de piña, las vitaminas, jugo de curuba, El vino de mora, El papelón, chunguete, cochute, sopa de plátano verde, la melcocha, la polvorosa, bocadillos de guayaba, higo relleno de arequipe, dulce de lechosa con hojas de higuera, la caspiroleta, panes merideños, sopas merideñas, en fin son innumerables delicateses que han existido en la historia de la gastronomía merideña, existe en la radio merideña unos micros gastronómicos llamados "Nuestra Cocina" con el reconocido locutor y abogado Ricardo Ferrer investigador gastronómico, donde cada día se conoce de la gastronomía merideña, nacional e internacional.

## Dulces

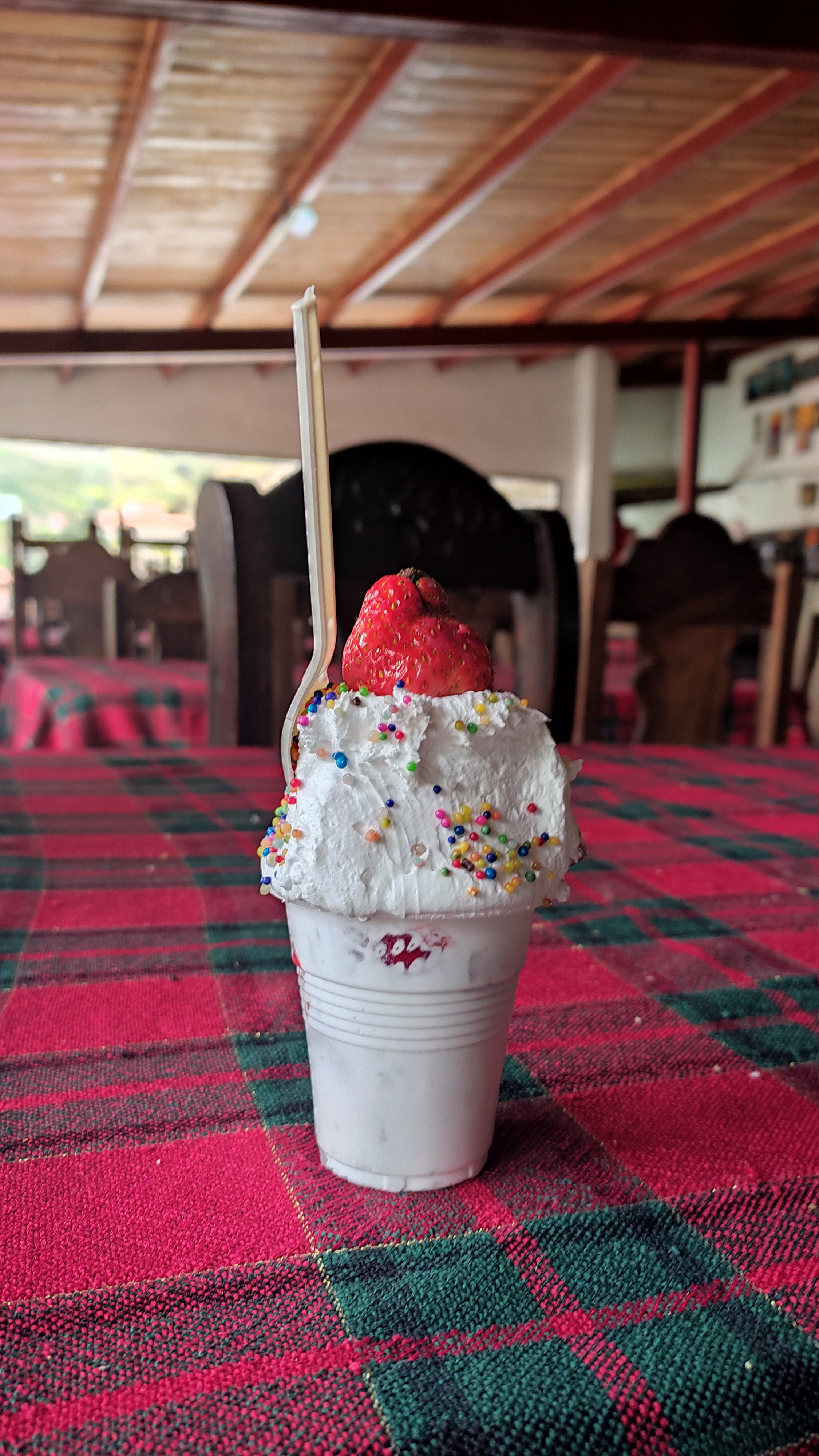
Fresas con crema.

Dentro de la cocina del estado Mérida algunos de los platos más representativos de la misma son los dulces, éstos que tienen procedencia de siglos pasados son preparados tradicionalmente y actualmente son vendidos como souvenirs a los turistas que visitan el estado. Algunos de estos platos dulces son:   
- Dulces abrillantados: quizá los dulces más famosos de la entidad, los dulces abrillantados son preparados a base de leche y cubiertos de azúcar. Los dulces eran creados en la antiguada por las monjas del convento de Mérida.[1]
- Cascos de guayaba.[1]
- Chicha andina.
- Fresas con crema.
- Mermeladas.

## Bebida

### Cerveza Fénix
Una cerveza local administrado por Gerardo Pérez e Iliana Ojeda, aunque su origen es en 2016, el comercio se consagró en enero de 2017, la cebada que utilizan para su elaboración la siembran en el sur del estado Mérida.

## Heladería Coromoto
Fundada en el año 1981 por Manuel Da Silva Oliveira, la heladería Coromoto recibió dos importantes reconocimientos por parte del Libro de Record Guinness en 1991 y 1996, por la variedad de sabores en helados que ofrecían al público. Para el año de 1996, llegó a registrar casi 600 sabores. En 2017, debido a la crisis en Venezuela y a la escasez de materia prima para preparar los helados, la heladería cerró.